# Okres Stalowa Wola
Okres Stalowa Wola (polsky Powiat stalowowolski) je okres v polském Podkarpatském vojvodství. Rozlohu má 832,92 km² a v roce 2020 zde žilo 105 431 obyvatel. Sídlem správy okresu je město Stalowa Wola.

## Gminy
Městská:
- Stalowa Wola

Městsko-vesnická:
- Zaklików

Vesnické:
- Bojanów
- Pysznica
- Radomyśl nad Sanem
- Zaleszany

## Města
- Stalowa Wola
- Zaklików